# Similicaudipteryx
A Similicaudipteryx (nevének jelentése 'a Caudipteryxhez hasonló' avagy 'a „faroktollhoz” hasonló') a caudipterida theropoda dinoszauruszok egyik neme. Fosszilis maradványait a kora kréta korban (az apti korszakban), mintegy 124–120 millió évvel ezelőtt keletkezett Csiufotang (Jiufotang)- és Jihszien (Yixian)ban, Északkelet-Kínában fedezték fel. A nemhez egyetlen leírt faj, a Similicaudipteryx yixianensis tartozik, melyet a kínai őslénykutatók, Ho (He), Vang Hsziao-lin (Wang Xiao-lin) és Csou Csong-ho (Zhou Zhong-he) neveztek el 2008-ban. A név az állat közeli rokonságába tartozó Caudipteryxszel való hasonlóságra, és a fosszília Jihszien (Yixian)-padokon belüli lelőhelyére utal.

## Anatómia
A Similicaudipteryx három példány alapján ismert, melyek kora a fiataltól a felnőttig terjed. A Similicaudipteryx rokonához, a Caudipteryxhez hasonlóan kisméretű oviraptorosaurus volt. A Caudipteryxre emlékeztető módon rövid pofával és lefelé hajló állkapoccsal rendelkezett. Aránylag rövid karjai és hosszú lábai voltak. A Similicaudipteryx a tőr formájú pygostyle (a madarak farka végén levő, tollak kapcsolódási pontjaként szolgáló csont) és a hátcsigolyái több egyedi tulajdonsága révén is eltért rokonaitól. Az egyetlen másik pygostylével rendelkező oviraptorosaurus a Nomingia, bár ez a tulajdonság, amely úgy tűnik kétszer is kifejlődött, a fejlettebb madarak között jobban elterjedt.

### Tollak
Az első Similicaudipteryx példánynál nem találhatók tollenyomatok, de Ho (He) és kollégái szerint a modern madaraknál a hosszú faroktollak kapcsolódási pontjául szolgáló pygostyle tövénél valószínűleg tollak voltak. 2010-ben két új, tollenyomatokkal együtt megőrződött példányról készült leírás. Ezek a példányok (melyek egyaránt fiatalok, bár az egyikük közelebb áll a felnőtt korhoz) megmutatták, hogy a tollak hasonlóak voltak a rokonságukba tartozó, a kezén és farkán hosszú, szimmetrikus zászlós tollakkal, a teste többi részén pedig pehelytollakkal rendelkező Caudipteryxéhez.

## Ősbiológia
A Jihszien (Yixian)-formációból származó, tollenyomatokkal együtt megőrződött két fiatal Similicaudipteryxről leírást készítő Hszü (Xu) és kollégái számára úgy tűnt, hogy a tollak természete a kor előrehaladtával változott. A fiatalabb példánynak a faroktollakhoz viszonyítva aránylag rövid elsődleges tollai (kézhez kapcsolódó tollai) voltak. Az idősebb példány esetében az elsődleges tollak és a faroktollak hossza megegyezett, emellett pedig megjelentek a másodlagos tollak is (melyek az alkarhoz kapcsolódtak). Az elsődleges tollak lassabban fejlődhettek, mint a faroktollak, csak a nemi érettség elérésével értek el hasonló hosszúságot, a másodlagos tollak pedig csak ekkor kezdtek megjelenni. Ez arra utal, hogy a szárnytollakat fiatalabb korban kevésbé használták, csak a felnőtté válással fejlődtek ki teljesen.
Emellett úgy tűnik, hogy a fiatalabb példány zászlós tollainak rostjai a toll hegyét leszámítva hiányoznak, a szár nagyrészt csupasz. Hszü (Xu) és kollégái a két példány tollainak határozott különbségét elsősorban az életkorral hozták összefüggésbe. Úgy vélték, hogy a Similicaudipteryx utódai a mai madárfiókákhoz hasonlóan pelyhesek voltak. A kor előre haladtával a pehely a kézen és a farkon zászlós kontúrtollakra cserélődött, melyek szalagszerűek és kezdetlegesek voltak, ahogy a Confuciusornis, az Epidexipteryx és az egyes enantiornithes madarak tollai. Ezek a tollak az egyed idősebbé válásával a vedlés során elveszhettek, és lecserélődhettek modernebb, rostos tollakra.
A tollak fejlődésének szakértője, Richard Prum azonban a Nature című folyóiratnak 2010 novemberében írt levelében vitatta a fenti értelmezést. Prum megjegyezte, hogy a fiatal példányok tollainak nyilvánvalóan szalagszerű struktúrája megfelel a kontúrtollak vedlés közbeni állapotának. A modern madaraknál az új zászlós tollak a toll tüszőből, egy szaruval borított szilárd csővel, „tűtollként” bezárt állapotból emelkednek ki. A csőből először rendszerint a toll hegye tűnik elő, egy olyan struktúrát eredményezve, ami a Similicaudipteryx fosszíliáján látható. Később, mikor a toll már teljesen kifejlődött, a burok többi része is lehullott. Prum Hszühöz (Xuhoz) és csapatához hasonlóan azt is megjegyezte, hogy a Similicaudipteryx tollainak struktúrája alapvetően eltér a többi prehisztorikus madár szalagszerű faroktollaitól. Azoknál a fajoknál a szalagrész egy lapos és széles szárból alakult ki, melynél a tollrostok a szár hegyéhez kapcsolódnak. A Similicaudipteryx esetében azonban a „szalagszerű” rész ugyanolyan széles, mint a zászlós hegy. Ez megfelel annak, ami a tollaknál a vedlési folyamat során látható. Prum arra a következtetésre jutott, hogy a példány nem azt mutatja be, hogyan változtak a tollak a kor előre haladtával, hanem elsőként szolgál fosszilis bizonyítékkal a tollak vedlésére vonatkozóan.
Prum emellett kijelentette, hogy a modern madaraknál a faroktollak vedlése egymás után történik, nem egyszerre, mint ahogy a Similicauipteryxnél látható. Azonban a modern madaraknál az egymásutániság abból adódik, hogy a madárnak meg kell tartania a röpképességét a vedlés során. A repülés megjelenése előtti, a Similicaudipteryxhez hasonló fejlődési vonalaknál ez a probléma nem állt fenn, így a kezdetleges tollas theropodák szárny- és a faroktollainak vedlése egyszerre is történhetett.

## Fordítás
Ez a szócikk részben vagy egészben a Similicaudipteryx című angol Wikipédia-szócikk ezen változatának fordításán alapul.  Az eredeti cikk szerkesztőit annak laptörténete sorolja fel. Ez a jelzés csupán a megfogalmazás eredetét és a szerzői jogokat jelzi, nem szolgál a cikkben szereplő információk forrásmegjelöléseként.